# Acetes japonicus
Acetes japonicus is een tienpotigensoort uit de familie van de Sergestidae. De wetenschappelijke naam van de soort is voor het eerst geldig gepubliceerd in 1905 door Kishinouye.